# Knut Haukelid
Knut Anders Haukelid DSO MC (17. května 1911 New York – 8. března 1994 Oslo) byl norský důstojník a během války významný člen norského hnutí odporu. Nejznámější je účastí na operaci Telemark – zfilmováno jako Hrdinové z Telemarku, která úspěšně narušila dodávky těžké vody nacistům a kterou popsal v pamětech Skis Against the Atom (norsky 1953, anglicky 1954).

## Dětství a mládí

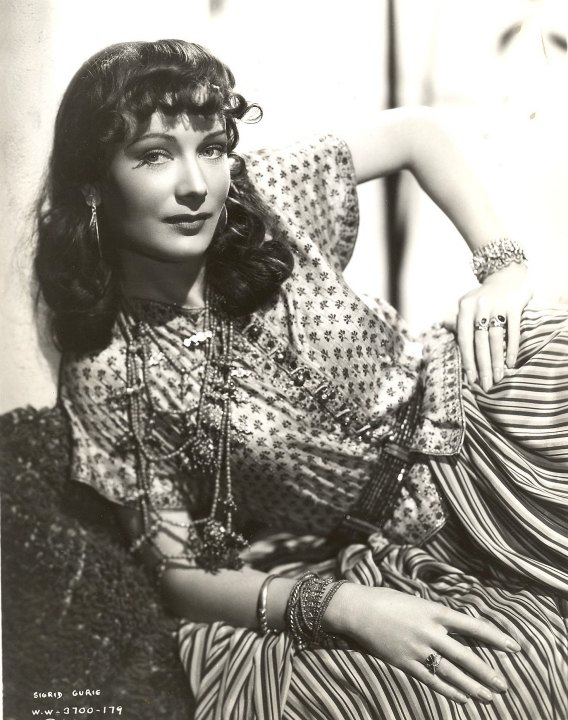
Jeho sestra (dvojče) Sigrid Gurie ve filmu Algiers (1938).

Knut Anders Haukelid se narodil v Brooklynu, New York. Jeho rodiče byli Bjørulf Knutson Haukelid (1878–1944) a Sigrid Johanne Christophersenová (1877–1969), manželé z Norska, kteří v té době žili a pracovali v New Yorku. Jeho otec byl stavební inženýr pracující pro společnost Interborough Rapid Transit Company, dnes již neexistujícího provozovatele části newyorského metra (1902–1912). Knut Haukelid měl sestru (dvojče) Sigrid Gurieovou (1911–1969), která se stala norsko-americkou filmovou herečkou. Protože dvojčata se narodila v New Yorku během legálního pobytu jejich rodičů, oba měli dvojí norsko-americké občanství.
V roce 1914 se rodina vrátila do Norska. Knut Haukelid následně vyrůstal v hlavním městě Oslu, kde jeho otec pracoval jako inženýr a pomáhal při stavbě první linky metra v Oslu. V roce 1929 se Haukelid dočasně vrátil do Ameriky, aby zde vystudoval Massachusetts State College. Po studiích se vrátil do Norska a později si ještě doplnil vzdělání na dvou školách v Německu: na Technické univerzitě v Drážďanech (německy TUD: Technische Universität Dresden) a v letech 1937–1938 na Univerzitě v Berlíně (od roku 1949 se jmenuje Humboldtova univerzita, německy Humboldt-Universität zu Berlin). Po návratu do Norska pracoval pro otcovu inženýrskou firmu Haukelid og Five.

## Druhá světová válka

### Britský výcvik
V roce 1940 fašistické Německo v rámci Operace Weserübung uskutečnilo invazi do Dánska a Norska, kde byla ustavena loutková vláda v čele s kolaborantem Vidkunem Quislingem. Ale zatímco rovinaté Dánsko bylo obsazeno za jediný den, v hornatém Norsku i po mnoha měsících zůstávaly silné norské odbojové skupiny. 
Knut Haukelid se v roce 1941 stal členem „Norwegian Independent Company 1“ (Kompani Linge) pod vedením kapitána Martina Lingeho , kterou vytvořilo britské „Oddělení pro zvláštní operace“ (Special Operations Executive). Po rozsáhlém speciálním výcviku ve Velké Británii byl vybrán jako zástupce velitele skupiny „Gunnerside“ (velitelem skupiny byl Joachim Rønneberg) a v roce 1943 poslán zpět do Norska se speciálním posláním. 
Primárním úkolem Knuta Haukelida a všech členů skupiny „Gunnerside“ bylo provést sabotáž v továrně na těžkou vodu v těsném sousedství hydroelektrárny Vemork u města Rjukan v kraji Telemark. Továrna v okupovaném Norsku byla jediná v celé Evropě, která vyráběla významná množství těžké vody a navíc Britové od místní norské odbojové skupiny již delší dobu věděli, že Němci několikanásobně zvýšili její výrobu. Těžká voda měla zásadní význam pro účast Třetí říše v závodě o jadernou bombu. Předchozí pokusy Britů o sabotáž ve Vemorku z roku 1942 (dvě na sebe navazující operace „Grouse“ a „Freshman“) s využitím kluzáků však byly neúspěšné a Němce to upozornilo na zájem Spojenců o továrnu.

### Operace Telemark
Pro výsadek (další) skupiny „Gunnerside“ v roce 1943 se proto Britové rozhodli použít padáky. Seskok byl úspěšný a po delším hledání se jim podařilo spojit se také se zbytky průzkumníků předchozí skupiny, které se jediné podařilo na největší náhorní plošině Hardangervidda přežít velmi tvrdou zimu a která se nyní přejmenovala na „Swallow“ (Vlaštovky). Spojený, ale stále malý tým zahájil přípravy na finální akci, která byla stanovena na noc z 27. na 28. února 1943. Po neúspěšném pokusu z roku 1942 Němci umístili kolem elektrárny miny, světlomety a další stráže. Především most ve výšce 200 metrů nad hlubokou rokli byl plně střežen.
Skupina měla předem podrobné plány od jednoho norského agenta přímo v továrně. Rozhodla se proto vyhnout mostu a sestoupit do rokle (kterou Němci považovali za neprůchodnou), přebrodit ledovou řeku a vyšplhat na strmý kopec na druhé straně. Poté na základě plánů továrny vnikla do hlavního suterénu kabelovým tunelem a oknem. Výbušné nálože umístili přímo na zařízení pro elektrolýzu vody a připojili rozbušky tak, aby měli dostatek času k útěku. Na místě záměrně zanechali samopal Thompson, doufali, že Němci tak uvěří, že jde o akci britské armády, nikoli Norů. Běžnou praxí Němců v Norsku totiž bylo, že po každé akci místního odboje popravovali několikanásobek uvězněných.
Přestože je poté hledalo přes 3000 Němců, všem se podařilo uniknout: pět uprchlo přes hory na lyžích až do Švédska (přes 300 kilometrů), dva se dostali do Osla (kde jim pomohli další odbojáři) a čtyři zůstali v regionu za účelem dalšího odboje. Akce byla považováno za úspěšnou. Veškeré zásoby těžké vody na místě byly zničeny společně s různým důležitým zařízením. Na druhou stranu, továrna ve Vemorku nebyla trvale vyřazena z provozu, jak plánovači akce možná doufali. Již v dubnu Němci výrobu částečně obnovili. SOE dospěla k závěru, že opakování sabotáže je prakticky neproveditelné, protože Němci dále zlepšili zabezpečení.

### Potopení SF Hydro
Krátce po obnovení výroby proto začala série náletů (s vědomím, že mnoho bomb cíl mine a způsobí též civilní ztráty), které s přestávkami pokračovaly až do listopadu 1943. Nicméně opakované nálety přiměly Němce k rozhodnutí továrnu opustit a převézt její zbývající zásoby a také důležité a ještě nepoškozené komponenty do Německa. Britové se to dověděli a protože Knut Haukelid byl jediný vycvičený voják v okolí, dostal sabotáž opět za úkol. 
Trasa z Rjukanu vedla střídavě po železnici a lodí. Haukelid s dvěma spolupracovníky dospěli k závěru, že úkol lze nejlépe splnit umístěním výbušniny na norský trajekt SF Hydro (DF Hydro), který převážel železniční vagóny s těžkou vodou a další vybavení přes hluboké jezero Tinnsjå (anglicky Tinn, resp. Lake Tinn). Trajekt byl potopen 20. února 1944. Byla přitom snaha minimalizovat ztráty na životech: zahynuli 4 Němci ale také 14 Norů (trajekt sloužil i běžné přepravě osob), 29 osob se podařilo zachránit, hlavně s pomocí místních rybářů.

## Poválečný život
Za odbojovou činnost během války Knut Haukelid postupně obdržel řadu vyznamenání včetně nejvyššího norského vojenského vyznamenání Válečného kříže s mečem (norsky ve variantě bokmål: Krigskorset med sverd). Toto vyznamenání mu bylo uděleno dvakrát, v letech 1944 a 1947: Válečný kříž se dvěma meči. Kromě toho byl Haukelid vyznamenán také vysokými britskými vyznamenáními: Řád za vynikající službu a Vojenský kříž Velké Británie a rovněž obdržel vyznamenání dalších zemí.

### Akademie a kariéra
Haukelid absolvoval Norskou vojenskou akademii v roce 1948. Sloužil jako major v pěším pluku Telemark a později byl jmenován velitelem Domácí stráže metropolitní oblasti (tzv. Velké Oslo). V roce 1959 se Haukelid stal podplukovníkem armádní pěchoty a od roku 1966 až do svého odchodu do důchodu sloužil jako plukovník, později jako generál a velitel okrsku Domobrany metropolitní oblasti. Do důchodu odešel v roce 1974. V době svého odchodu do důchodu byl Haukelid jedním z pouhých tří aktivních generálporučíků v Norsku (jediným tříhvězdičkovým generálem byl v té době král Olaf V.).
Na jaře 1984, při příležitosti 40. výročí sabotážní akce v továrně na těžkou vodu ve Vemorku, byli přeživší členové skupiny Kompani Linge, kteří se akce zúčastnili, vyznamenáni na recepci amerického velvyslance v Oslu, v rezidenci Marka Evanse Austada. Dne 18. října 1985 byl Knut Haukelid vyznamenán jako jeden z pěti osob na druhém výročním banketu Skandinávsko-americké síně slávy ve městě Minot, Severní Dakota.

### Pozdější život
Se svou ženou Bodil Asdal měli tři děti. V pozdějších letech Knut a jeho žena obvykle zimu trávili v hlavním městě Oslo, zatímco v létě pobývali buď na jižním pobřeží Norska v malém městě Lillesand nebo navštěvovali děti a vnoučata. Pravděpodobně naposledy se Knut Haukelid objevil na veřejnosti během Zimních olympijských her v norském Lillehammeru v únoru 1994.
Shodou okolností se olympiáda konala v době 50. výročí potopení trajektu SF Hydro, a tak Knut Haukelid byl pozván do speciálního vydání televizního pořadu Charlese Kuralta, který se konal v průběhu olympiády, a který vzdal hold všem účastníkům operace Telemark. Krátce nato onemocněl a zemřel dne 8. března 1994 ve věku 83 let v Det Norsk Diakonhjemmet v Oslu. Je pohřben na hřbitově Vår Frelsers gravlund (Hřbitov našeho Spasitele) v centru Osla.

### Přehled vyznamenání
- : Medaile svatého Olafa s dubovou ratolestí (1943)
- : Válečný kříž s mečem (1944)
- : Válečný kříž s dvěma meči (1947)
- : Medaile 70. výročí narození krále Haakona VII.
- : Řád za vynikající službu
- : Vojenský kříž Velké Británie
- : Medaile svobody se stříbrnou palmou
- : Řád čestné legie: nejvyšší francouzské vyznamenání
- : Válečný kříž 1939–1945 s palmou a hvězdou (Croix de guerre 1939–1945)
- : komandér Královského řádu meče

## Vliteratuře a filmu
Události ve Vemorku po válce přilákaly značnou pozornost, takže vznikla řada literárních a filmových děl, dokumentárních i beletristických, která se tématu věnují, včetně více verzí autobiografického díla samotného Knuta Haukelida. Kromě toho akce se stala v roce 2010 námětem pro píseň Saboteurs z alba Coat of Arms švédské powermetalové skupiny Sabaton (každá píseň alba se zabývá jinou událostí druhé světové války, např. bitva u Midwaye, Varšavské povstání nebo kanadští a českoslovenští piloti RAF v bitvě o Británii).

### Autobiografie
První verzi autobiografie publikoval Knut Haukelid pouze norsky pod názvem Det demrer en dag v roce 1947. V roce 1953 vyšlo norsky upravené vydání pod novým názvem Kampen om tungtvannet (Boj o těžkou vodu). Toto vydání z roku 1953 bylo přeloženo do angličtiny, kde poprvé vyšlo v roce 1954 v Londýně pod názvem  Skis Against the Atom (Lyže proti atomu).  V roce 1989 vyšlo v USA pod stejným názvem 2. přepracované a rozšířené anglické vydání.

### Další publikace
Vůbec první novinový článek s  tématem operace Telemark napsala v květnu 1945 britská novinářka Barbara Wace pracující pro Associated Press, která předtím jako první britská válečná reportérka napsala několik reportáží o osvobozování Francie po vylodění spojenců. Poté byla vyslána do Norska, aby napsala reportáže o návratu norské vlády a krále z exilu a při této příležitosti vznikl také článek o událostech ve Vemorku. Nakonec ale zasáhla válečná cenzura a článek byl publikován až v srpnu 1945, po svržení dvou atomových bomb na Japonsko.
V roce 1962 John Dorman Drummond napsal knihu But for these men: How eleven commandos saved Western civilization (Ale tito muži, případně Ale pro tyto muže, s podtitulem Jak jedenáct odbojářů zachránilo západní civilizaci), která poprvé vyšla v Londýně, později se dočkala ještě řady vydání v různých nakladatelstvích. Krátce poté byla  také využita při přípravě scénáře britského hraného filmu.
Americký novinář a historik Richard Rhodes napsal knihu The Making of the Atomic Bomb, která poprvé vyšla v roce 1986 v nakladatelství Simon & Schuster a která získala několik ocenění, včetně prestižní Pulitzerovy ceny v kategorii literatura faktu. Kniha je oceňována pro faktografickou přesnost a sice se primárně zabývá americkým projektem Manhattan, ale vzhledem k rozsahu skoro 900 stran se poměrně podrobně věnuje také událostem v Evropě. V neposlední řadě je dostupná v několika různých vydáních v řadě českých knihoven.
Uceleně se norským hnutím odporu zabývá práce norského historika a historičky, která pod názvem Norway 1940–45: The Resistance Movement vyšla poprvé v Oslu v roce 1970 a také se dočkala několika vydání. Leo Marks byl kryptografem SOE, který odbojáře cvičil v šifrování a poté byl s nimi v kontaktu. V roce 1998 byly jeho vzpomínky vydány pod názvem Between Silk and Cyanide: A Codemaker's War 1941–1945. Kniha Thomase Gallaghera Assault in Norway: Sabotaging the Nazi Nuclear Program z roku 2002 je založena především na jeho rozhovorech s řadou odbojářů. V roce 2018 pak vyšla stručná kniha Davida Greentree: Heroes of Telemark: Sabotaging Hitler's atomic bomb, Norway 1942–44.
V roce 2017 vyšla v českém překladu kniha Zimní pevnost: někdo musí Hitlera zastavit, aby nezískal atomovou bombu (anglický originál Neala Bascomba The winter fortress: the epic mission to sabotage Hitler’s atomic bomb vyšel poprvé rok předtím), která se tak stala nejdostupnějším zdrojem. Poměrně rozsáhlá kniha navíc pokrývá jak neúspěšné operace z roku 1942, tak úspěšnou akci skupiny skupiny „Gunnerside“ z roku 1943 a potopení trajektu SF Hydro (DF Hydro) o rok později.

### Dokumentární filmy
V roce 1998 vznikl rozsáhlý britský dokumentární seriál Secrets of World War II (Tajemství 2. světové války), kde jednotlivé díly se věnují různým operacím a událostem války (např. sedmý díl se zabývá šifrovacím strojem Enigma). Díl nazvaný The Real Heroes of Telemark (Opravdoví hrdinové z Telemarku, 52 minut, režie Jonathan Martin) byl ve Spojeném království poprvé vysílán 26. března 1998. V České televizi byl pod mírně odlišným názvem Hrdinové z Telemarku zatím naposledy vysílán 12. ledna 2023 na ČT2.
V roce 2003 vznikl v BBC další dokument, opět nazvaný The Real Heroes of Telemark (režie Martin Pailthorpe). Jako doplněk k tomuto dokumentu byla vydána také kniha The Real Heroes of Telemark (kromě tištěné verze a dalších vydání vyšla také jako elektronická kniha nebo v audioverzi), kterou napsal Raymond Mears (Ray Mears). Ten vystupuje také jako průvodce v dokumentu a zdůrazňuje mimořádné schopnosti přežití norské skupiny, které byly klíčem jejich úspěchu.
V roce 2018 byl natočen další, tentokrát francouzský dokument Válka o těžkou vodu (Le IIIème Reich n'aura pas la bombe, režie Nicolas Jallot), který se tentokrát zaměřuje hlavně na technické aspekty, proto v něm vystupuje řada jaderných fyziků a dalších vědců v dosud nepublikovaných svědectvích. Kromě toho dokument využívá četné záběry z dále zmíněného dokudramatu Boj o těžkou vodu z roku 1948.

### Dokudrama a hrané filmy
Již krátce po válce (v roce 1948) byl natočen v koprodukci Norska a Francie polodokumentární film (můžeme říci též dokudrama) jehož originální norský název je Kampen om tungtvannet (Boj o těžkou vodu: tedy stejný jako pozdější druhé norské vydání vzpomínek Knuta Haukelida z roku 1953). Ve Francii byl promítán pod prakticky stejným názvem  La Bataille de l'eau lourde a stal se zde druhým nejúspěšnějším filmem roku (skoro 5,4 miliónu diváků).
Fotografie v infoboxu je ze slavnostní norské premiéry filmu 5. února 1948, kde norský král Haakon VII. podává ruku odbojářům, kteří ve filmu hráli sami sebe (včetně Knuta Haukelida, který současně byl také jedním z odborných poradců). Ve filmu je použita též řada dokumentárních archivních záběrů, na kterých jsou zaznamenání Winston Churchill, Dwight D. Eisenhower, Joseph Goebbels a Adolf Hitler. V anglicky mluvících zemích byl promítán pod názvem Operation Swallow: The Battle for Heavy Water. Na MFF v Benátkách film získal Medaili ENIC a dále byl nominován na Velkou mezinárodní cenu.
V roce 1965 byl natočeno výpravné britské filmové drama Hrdinové z Telemarku. Scénář napsali Ivan Moffat a Ben Barzman, přičemž vycházeli z výše zmíněných knih Knuta Haukelida Skis Against the Atom a Johna Drummonda But for these men, ale konečná verze scénáře má některé významné odchylky od skutečných událostí. Film v britské produkci režíroval americký režisér Anthony Mann, hlavní role Kirk Douglas, Richard Harris a Ulla Jacobssonová. Velká část se natáčela na autentických místech v Norsku. Česká televize film znovu vysílala v sobotu 29. června 2024 na programu ČT2 a poté je po omezenou dobu dostupný také v iVysilání.
Zatím poslední umělecké zpracování vzniklo v roce 2015, kdy norská veřejnoprávní televizní a rozhlasová společnost NRK v koprodukci s Dánskem a Spojeným královstvím natočila hranou minisérii, v originále nazvanou Kampen om tungtvannet (tedy název shodný s prvním filmem z roku 1948), ale ve Spojeném království byla uváděna pod zcela odlišným názvem The Saboteurs. Minisérie se natáčela v Norsku a Česku. Původní sestřih má 6 dílů, každý cca 44–45 minut, ale Česká televize minisérii pod názvem Boj o těžkou vodu uváděla jako třídílnou (86–89 minut): premiéra 2017 a repríza 2018. Postavu Knuta Haukelida zde ztvárnil norský herec Frank Kjosås.